# Erste Schlacht von Acentejo

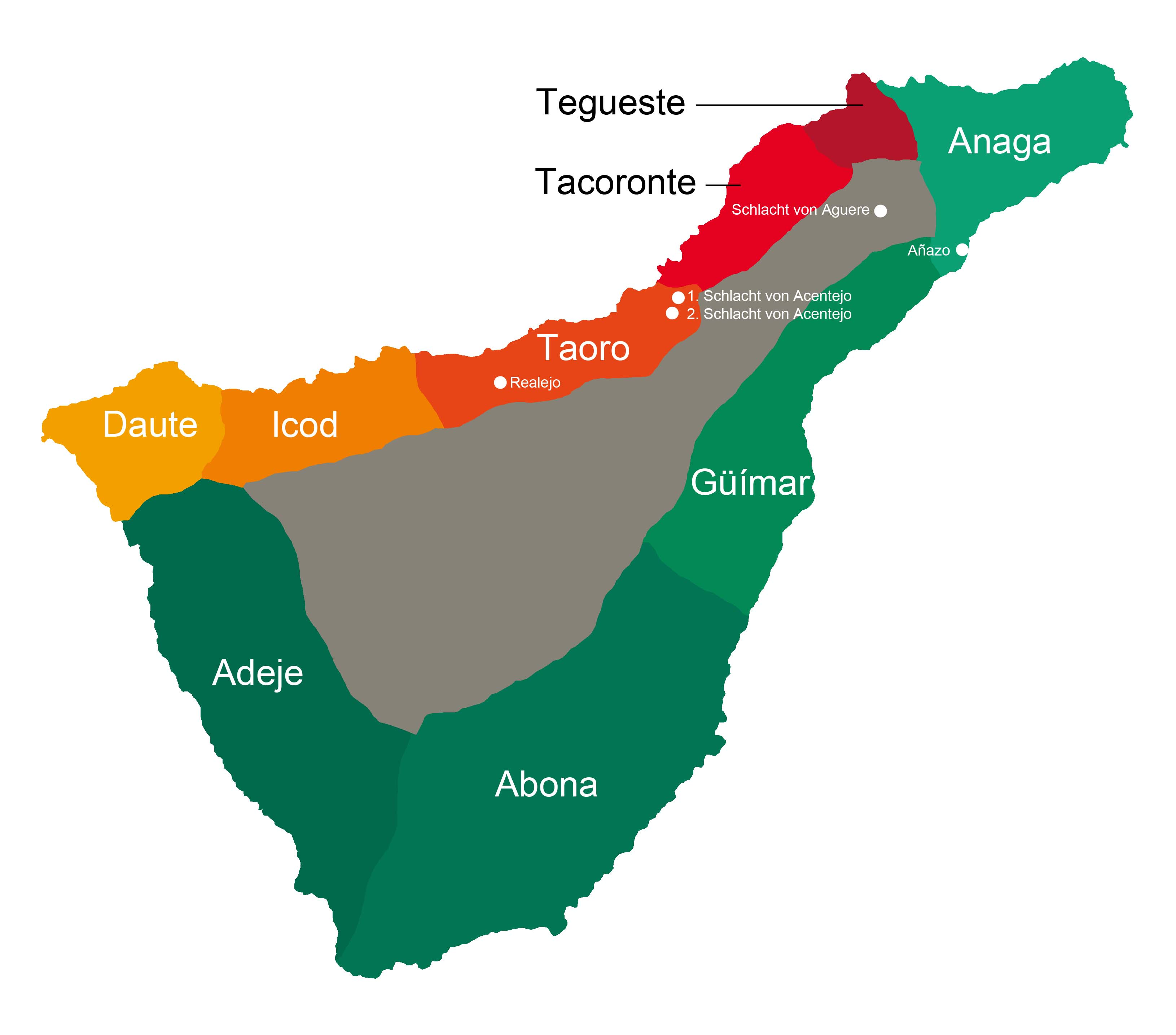
Menceyatos zur Zeit der Eroberung

Die Erste Schlacht von Acentejo, auch bekannt als Schlacht von La Matanza, fand Ende Mai 1494 auf der Nordseite der Insel Teneriffa statt. Die Guanchen stießen in dieser Schlacht zum ersten Mal auf ein großes, gut ausgerüstetes Heer das im Auftrag der Königin Isabella und König Ferdinand von Kastilien die Insel erobern sollte. In der Schlacht wurden mehr als 75 % der Angreifer getötet.

## Vorgeschichte
Nachdem die Krone von Kastilien die Rechte auf die Eroberung der Inseln Gran Canaria, La Palma und Teneriffa im Jahr 1477 wieder selbst übernommen hatte, wurden 1483 die Inseln Gran Canaria und 1493 die Insel La Palma unterworfen. Die Königin und der König von Kastilien schlossen Ende 1493 mit Alonso Fernández de Lugo einen Vertrag, in dem dieser sich verpflichtete zehn Monate nach Ankunft auf der Insel Teneriffa die Eroberung abgeschlossen zu haben. Er musste sich selbst um die Finanzierung des Unternehmens kümmern, da die Krone von Kastilien dafür keine Mittel zur Verfügung stellte. Schließlich konnten in Kastilien und auf der Insel Gran Canaria genug Soldaten angeworben werden, mit denen die Möglichkeit bestand, die Eroberung in der vorgegebenen Zeit abzuschließen.
Im Mai 1494 landete Alonso Fernández de Lugo mit 1500 Infanteristen und 150 Reitern am Strand von Añaza etwas südlich der heutigen Innenstadt von Santa Cruz de Tenerife. In den ersten Tagen nach der Ankunft wurde ein Lager errichtet, das durch einen Graben und Palisaden gegen Angriffe geschützt war.
Die Insel war damals in neun unabhängige Gebiete, Menceyatos, aufgeteilt in denen jeweils ein unabhängiger Herrscher, Mencey, regierte. Vier dieser Menceyatos (Anaga, Güímar, Abona und Adeje) hatten bei früheren Versuchen der Krone von Kastilien auf der Insel Fuß zu fassen Friedensverträge abgeschlossen. Sie wurden als Bandos de Paz bezeichnet. Die anderen fünf Menceyatos (Taoro, Tegueste, Tacoronte, Icod und Daute) verhielten sich gegenüber den Kastiliern feindlich. Sie wurden als Bandos de Guerra bezeichnet.
Direkt nach der Ankunft auf Teneriffa nahm Alonso Fernández de Lugo mit den Menceyes der Bandos de Paz Kontakt auf und erneuerte die bestehenden Friedensverträge mit ihnen. Bei den Verhandlungen wurde er von Fernando Guanarteme dem vor seiner Taufe als Tenesor Semidán bekannten ehemaligen Guanarteme von Gáldar auf Gran Canaria unterstützt.
Nach einigen Tagen marschierten die Eroberungstruppen mit Alonso de Lugo an der Spitze in Richtung der heutigen Stadt La Laguna. Im Lager von Santa Cruz wurden wenige Leute zurückgelassen, um eine gedeckte Rückzugsmöglichkeit zu haben. Die Truppen lagerten in der Nähe des heutigen Stadtteils Gracia. Hier kam es zu einem ersten Zusammentreffen zwischen Alonso Fernández de Lugo und Bencomo dem Mencey von Taoro. Der erschien zu dem verabredeten Treffen mit einem Gefolge von dreihundert Guanchen. Alonso de Lugo und Bencomo standen sich gegenüber und nahmen einen Dialog auf. Alonso Fernández de Lugo forderte den Mencey von Taoro durch den kastilischen Dolmetscher Guillén Castellano, der die Sprache der Ureinwohner sprach, zur Freundschaft mit der Königin und dem König von Kastilien auf und zur Unterwerfung unter ihre Herrschaft. Sie würden die Guanchen unter ihren Schutz stellen und ihnen viele Gnaden gewähren. Außerdem sollten die Guanchen den wahren christlichen Glauben annehmen. Bencomo stellte fest, dass die Forderung, sich der Königin und den König von Kastilien zu unterwerfen, ihn beleidige und verletze, da er die Unterwerfung unter einen anderen Menschen niemals anerkenne. Im Hinblick auf den christlichen Glauben äußerte Bencomo, dass er zu wenig von der Religion wisse und sie bisher nicht verstehe. Er sei bereit sich zu informieren, um dann mit größerer Überzeugung eine Antwort geben zu können. Es gab also keine Übereinkunft und die Guanchen zogen sich in Richtung Taoro zurück.

## Verlauf der Schlacht
Von dem improvisierten Lager in Gracia aus setzte sich das kastilische Heer erneut in Marsch. Nachdem es die Ebene von Aguere (La Laguna) erreicht hatte, zog die Truppe auf der Nordseite der Insel nach Westen. In dem Maß, wie der Vormarsch auf den Pfaden des Nordens fortgesetzt wurde, hoffte Alonso de Lugo auf einen nur symbolischen Widerstand von Seiten der Guanchen. Am Rand des Taorotales sah sich die kastilische Vorhut mit der Anwesenheit einer großen Anzahl von Ureinwohnern konfrontiert. Die kastilischen Soldaten zogen sich zurück. Sie erreichten die Hauptmacht der Invasionsarmee am Barranco de Acentejo. Hier hatten sich die Guanchen versteckt gehalten gewartet. Sie griffen die Invasoren von den oberen Ränder des Barrancos mit Steinen und Wurfspeeren an. In dieser Gegend waren die Guanchen im Vorteil, da die Angreifer aufgrund des Geländes die Kavallerie nicht wirksam einsetzen konnten. Steinwürfe ließen die Reiter von ihren Pferden stürzen, während die Fußsoldaten von kräftigen Schlägen mit Knüppeln niedergestreckt wurden. Das Ganze lief mit einem beeindruckenden Geschrei und Gepfeife ab, was zu einem Durcheinander führte. Die Kastilier hatten bei ihrem Vormarsch eine große Menge offenbar herrenloses Vieh mitgenommen, aber auf die Pfiffe der Hirten hin flohen die Schafe und Ziegen. Das führte zu einer weiteren Störung der Kampfordnung. In dem Schlachtgetöse fiel auch Alonso de Lugo schwer verletzt durch einen Stein auf den Mund vom Pferd. Einer seiner Leute kam ihm zur Hilfe und beschaffte ihm ein neues Pferd. So konnte er sich wieder an den Kämpfen beteiligen. Die Kastilier und ihre Hilfstruppen hatten kaum eine Chance, verletzt und blutend kämpften sie verzweifelt ohne Ordnung oder Einklang. Sie versuchten, den Schlägen, Speeren und fliegenden Steinen auszuweichen, in der Hoffnung ihr Leben retten zu können. Diejenigen, die flüchten konnten, zogen sich langsam zurück, bedeckt von Steinwürfen der Feinde. Die Schlacht dauerte mehrere Stunden. Am Ende war die Szene mit Leichen bedeckt. Alonso de Lugo mit einer kleinen Gruppe von Überlebenden gelang es, sich in das Lager in Santa Cruz zurückzuziehen. In den folgenden Tagen kamen am Lager von Santa Cruz einige versprengte Soldaten an. Unter ihnen eine Gruppe von 30 Mann, die durch den Mencey von Taoro freigelassen worden waren. Anfang Juni 1494 kehrten die Reste der Invasionstruppe nach Gran Canaria zurück.
Die Historiker gehen davon aus, dass in der ersten Schlacht von Acentejo von den 150 Reitern und 1500 Fußsoldaten des kastilischen Heeres etwa 90 Reiter und 1200 Fußsoldaten getötet wurden. Die Anzahl der beteiligten Guanchen wird auf etwa 3300 geschätzt. Davon sollen etwa 2000 getötet worden sein.